# Samoa
Samoa, officieel de Onafhankelijke Staat Samoa (Engels: Independent State of Samoa, Samoaans: Malo Sa'oloto Tuto'atasi o Sāmoaen) en tot 1997 West-Samoa, is een republiek in Polynesië die voornamelijk bestaat uit de eilanden Upolu en Savai'i. Het land omvat het westelijk gedeelte van de Samoa-eilanden; het oostelijke deel is het Amerikaanse territorium Amerikaans-Samoa. Voorts wordt Samoa omringd door Tokelau in het noorden, Tonga in het zuiden en Wallis en Futuna in het westen.
Samoa werd in 1962 onafhankelijk van Nieuw-Zeeland. Het land telt circa 200.000 inwoners (2017), verspreid over een landoppervlak van 2831 vierkante kilometer. 

## Geschiedenis
Samoa werd in 1722 'ontdekt' door de Nederlander Jacob Roggeveen. De Franse ontdekkingsreiziger Bougainville bezocht de archipel in 1768 en gaf deze de naam Schipperseilanden (îles du Navigateur).
Het duurde tot na 1830 voordat westerlingen meer belangstelling voor Samoa kregen. In 1839 sloot de Amerikaan Wilkes een handelsakkoord met de bewoners, vanaf 1850 ontstonden er Duitse handelsnederzettingen. In de tweede helft van de 19e eeuw werden delen van het Koninkrijk Samoa opgeëist door zowel het Verenigd Koninkrijk, Duitsland als de Verenigde Staten. In de jaren 1878/79 sloten alle drie de grootmachten handelsverdragen op de Samoa-eilanden, waar een troonstrijd woedde. Van 1886 tot 1894 woedde de Saomaanse Burgeroorlog tussen koning Malietoa Laupepa en de door Duitsland gesteunde tegenkoning Tamasese. Laupepa zocht steun bij de Britten en de VS raakten ook betrokken toen de Duitsers per abuis enkele Amerikaanse eigendommen verwoestten. Nadat in 1889 een cycloon zowel de Duitse als Amerikaanse vloot zwaar trof, kwamen de drie westerse mogendheden overeen dat Laupepa's koningschap hersteld zou worden en sloten zij onderling een fragiel bestand, maar de burgeroorlog woedde nog vijf jaar voort. Toen Laupepa in 1898 stierf, werd hij opgevolgd door Malietoa Tooa Mataafa. De VS en het VK steunden echter Malietoa Tanu, de zoon van Laupepa, waardoor een nieuwe successieoorlog uitbrak. Amerikaanse en Britse schepen bombardeerden Apia op 15 maart 1899.
Met het Verdrag van Berlijn (1899) werd besloten om de eilandengroep te verdelen: Duitsland ging het westelijk deel, de huidige staat Samoa, besturen onder de naam Duits-Samoa (1900–1914), de Verenigde Staten verwierven het oostelijk deel als Amerikaans-Samoa en de Britten zagen af van al hun aanspraken op Samoa, maar kregen de Salomonseilanden ter compensatie. De monarchie werd als gevolg van het verdrag afgeschaft, maar er bleef een zekere mate van zelfbestuur bestaan.
Vanaf 1908 begonnen verschillende groeperingen zich tegen de Duitse overheersing te keren. Na de uitbraak van de Eerste Wereldoorlog in augustus 1914 viel Nieuw-Zeeland Duits-Samoa binnen. Duitsland weigerde de eilanden op te geven, maar de eilanden waren op geen enkele manier verdedigd. Nieuw-Zeeland bezette Duits-Samoa zonder één schot te vuren en dat bleef zo gedurende de rest van de Eerste Wereldoorlog. Na het Verdrag van Versailles kreeg Groot-Brittannië een mandaat over de gebieden, dat het overdroeg aan Nieuw-Zeeland; Duits-Samoa werd hernoemd tot West-Samoa. Na de Tweede Wereldoorlog bestuurde Nieuw-Zeeland West-Samoa als een trustschap van de Verenigde Naties (het Trustschap West-Samoa).
Ook de Nieuw-Zeelandse overheersing riep bij de Samoanen verzet op in de vorm van de geweldloze Mau-beweging. Mede door de publieke opinie in Nieuw-Zeeland zelf, die kritisch was over het repressieve koloniale bewind en door verkiezingen aanzette tot een zachter beleid, werd het proces van verzelfstandiging ingezet. Samoa werd officieel onafhankelijk op 1 januari 1962 en was daarmee de eerste onafhankelijke Polynesische staat van de 20e eeuw. Aanvankelijk werden er twee vertegenwoordigers van de oude koninklijke families Malietoa en Tamasese voor het leven benoemd tot staatshoofd, maar na het overlijden van de laatste in 1963 was er voortaan slechts één staatshoofd. Sinds het overlijden van de Malietoa-vertegenwoordiger in 2007 wordt het staatshoofd, de O le Ao o le Malo, verkozen voor een periode van vijf jaar. In 1976 werd Samoa lid van de VN.
In 1997 werd de landsnaam gewijzigd van West-Samoa naar Samoa. Amerikaans-Samoa veroordeelde deze beslissing omdat volgens hen "de naamsverandering zijn identiteit beschadigde".

## Datumgrens
Lange tijd was Samoa het land waar het laatst Nieuwjaar werd gevierd, namelijk om 12.00 uur Nederlandse tijd. Het eiland besloot echter om per 29 december 2011 over te stappen van de oostelijke naar de westelijke kant van de datumgrens. Dit betekent dat er een dag werd overgeslagen: 30 december kwam dat jaar op Samoa niet voor, want na 29 december 2011 volgde direct 31 december 2011. Deze wijziging vergemakkelijkte het zakendoen met de voornaamste handelspartners Australië en Nieuw-Zeeland, die beide al aan de andere kant van de datumgrens liggen.
In 1892 had Samoa juist de daggrens van oost naar west verplaatst teneinde de handel met de Verenigde Staten te bevorderen. Dat gebeurde op 4 juli; Samoa vierde die dag tweemaal de dag van de Amerikaanse Onafhankelijkheidsverklaring.

## Bestuurlijke indeling
Samoa is onderverdeeld in 11 districten (district/tūmālō), die weer verdeeld zijn in dorpen.

## Demografie

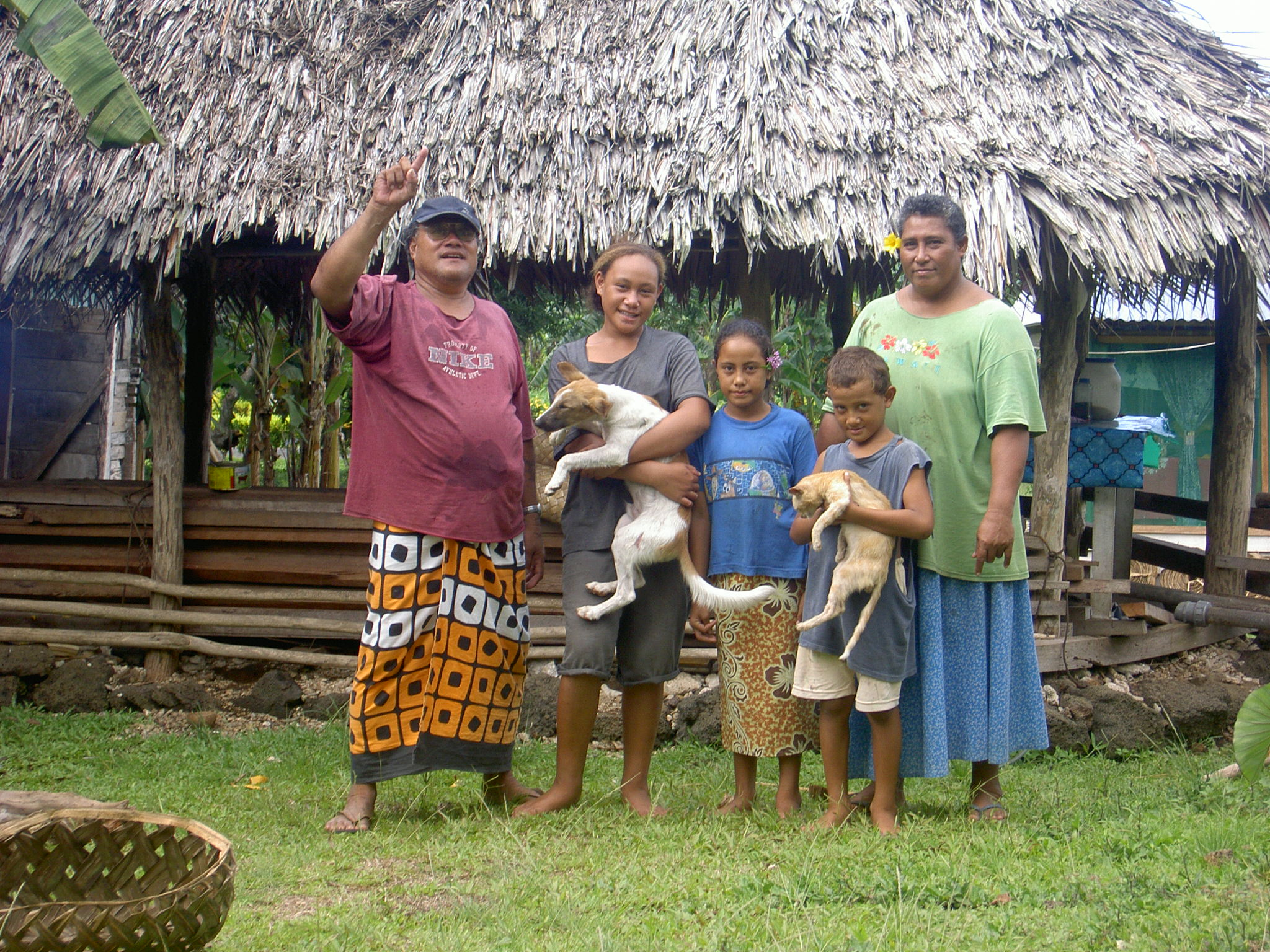
Een Samoaanse familie.

Volgens het CIA World Factbook heeft Samoa een bevolking van 182.265 waarvan 92,6% Polynesisch, 7% Euronesianen (deels Polynesisch, deels Europees bloed) en 0,4% Europees. De meeste Europeanen in Samoa zijn Duits van origine.

## Religie
In 2001 was ongeveer 98% van de inwoners van Samoa christen. Deze zijn verdeeld over veel verschillende kerken waaronder Congregationalisten (35,5%), Rooms-katholieken (19,6%), Methodisten (15%), Mormonen (12,7%), Assemblies of God (6,6%), zevendedagsadventisten (3,5%), andere christenen (4,0%), Worship Centre (1,3%), onbenoemd (0,8%) (2001). In 1963 werd Malietoa Tanumafili II staatshoofd (O le Ao o le Malo, wat zoveel betekent als "hoofdman van de regering"), de eerste heerser die volgeling is van het Bahá'í-geloof. Hij overleed op 12 mei 2007. Op dat moment was hij met 94 jaar het oudste staatshoofd ter wereld. Hij was staatshoofd voor het leven. Zijn opvolger, Tufuga Efi werd staatshoofd op 16 juni 2007 en is voor 5 jaar gekozen. Nabij Apia bevindt zich een Bahá'í Huis van Aanbidding, dat door Malietoa Tanumafili II is ingewijd in 1984.

## Geografie

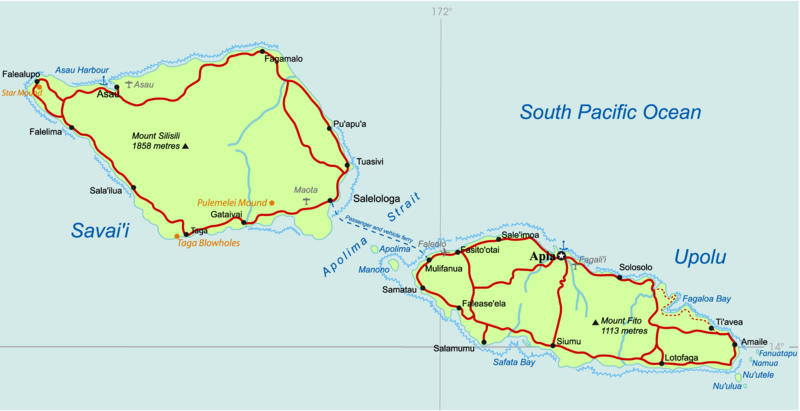
Kaart van Samoa

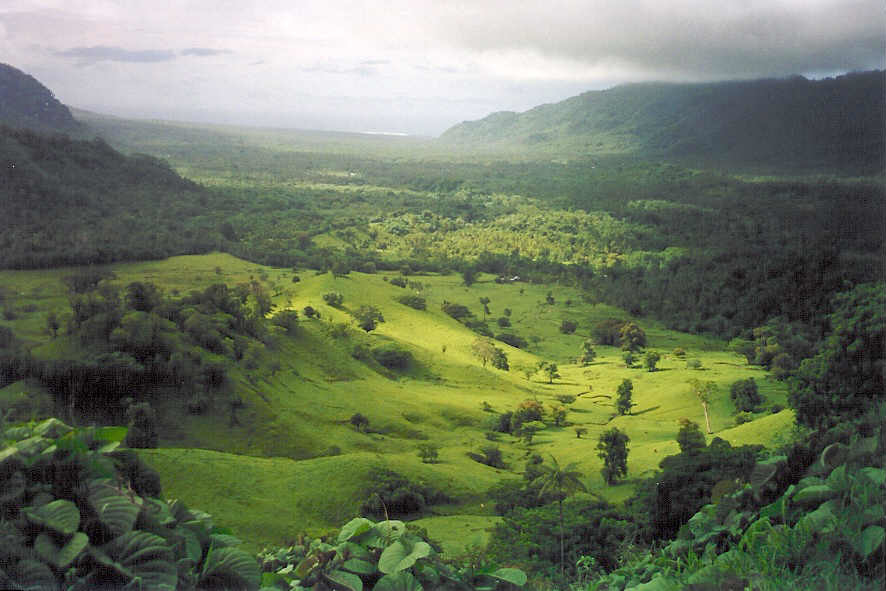
Uitzicht op Upolu.

Samoa is gelegen ten zuiden van de evenaar, ongeveer halverwege Hawaï en Nieuw-Zeeland, in de Polynesische regio van de Stille Oceaan.
Het totale landoppervlak is 2934 km² en bestaat uit de twee eilanden Upolu en Savai'i die 99% van het landoppervlak van Samoa beslaan, en acht kleinere eilandjes: de drie eilanden in de Straat van Apolima (Manono, Apolima en Nu'ulopa), de vier Aleipata eilanden een eindje ten oosten van Upolu (Nu'utele, Nu'ulua, Namua, en Fanuatapu), en het eilandje Nu'usafe'e (kleiner dan 0,01 km² in oppervlakte en ongeveer 1,4 km van de zuidkust van Upolu verwijderd)
Het hoofdeiland Upolu herbergt bijna driekwart van de Samoaanse bevolking, en de hoofdstad is Apia. Het klimaat is tropisch, met een gemiddelde jaarlijkse temperatuur van zo'n 26,5 °C, en een regenseizoen van november tot april. Savai'i daarentegen is het grootste eiland van Samoa en het op zes na grootste eiland van Polynesië. Het inwoneraantal van Savai'i is 42.000.

## Vervoer

### Luchtvaart
Luchthaven Faleolo bij hoofdstad Apia is de belangrijkste internationale ontsluiting van de eilandstaat, en is tevens de uitvalsbasis van de nationale luchtvaartmaatschappij Samoa Airways, een doorstart in van Virgin Samoa met personeel en materieel van Polynesian Airlines, een maatschappij die in 1959 werd opgericht. Er zijn enkele binnenlandse vliegvelden, namelijk Maota en Asau op het eiland Savai'i.

### Wegverkeer

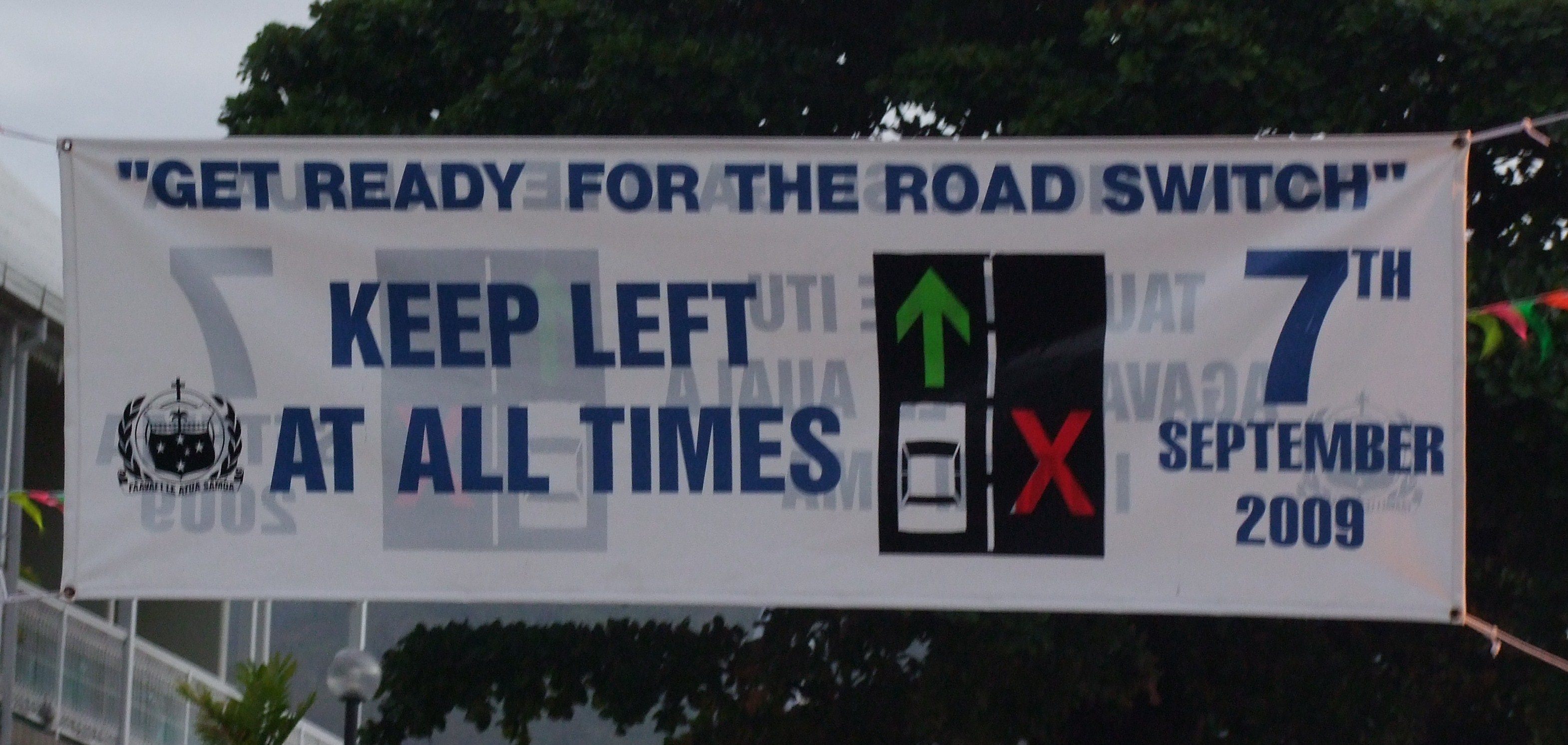
Banier ter voorbereiding op de aanstaande wissel van rijbaan.

Op 7 september 2009 om 6:00 wisselde het land van rijden aan de rechterkant naar rijden aan de linkerkant van de weg. De regering noemde hiervoor als reden dat hiermee de voordeliger import van auto's met het stuur aan de rechterzijde mogelijk werd vanuit landen als Australië, Nieuw-Zeeland en Japan mogelijk werd. Auto's werden tot die tijd veelal geïmporteerd uit de Verenigde Staten.
De rijhelftwissel kon rekenen op brede afkeuring onder de bevolking, er was zelfs een initiatief People Against Switching Sides die het aftreden van de regering verlangde.

### Spoorwegen
Er zijn geen spoorwegen meer in Samoa. Wel was er de Telefunkenspoorweg, een smalspoorbaan die op 1 augustus 1914 in bedrijf werd genomen, kort na het uitbreken van de Eerste Wereldoorlog. Het hoofdspoor was in de Duitse tijd ongeveer 6,4 kilometer lang. Inclusief vertakkingen naar enkele kokosplantages had het een gemeenschappelijke lengte van 12,9 kilometer. Al vrij snel werd Samoa bezet door de Nieuw-Zeelandse strijdkrachten, die de baan verlengden tot hun kampementen bij Vaea en Malifa.

## Sport
De nationale sport op Samoa is rugby. Hoewel Samoa een klein land is, wordt deze sport op een hoog niveau gespeeld. Het land is altijd in de top 20 van de wereldranglijst te vinden en heeft zich voor alle wereldkampioenschappen behalve die van 1987 geplaatst. Verder dan de kwartfinales is men echter nooit gekomen. Rugbyspelers uit Samoa kunnen ook uitgenodigd worden voor de Pacific Islanders.

## Afbeeldingen

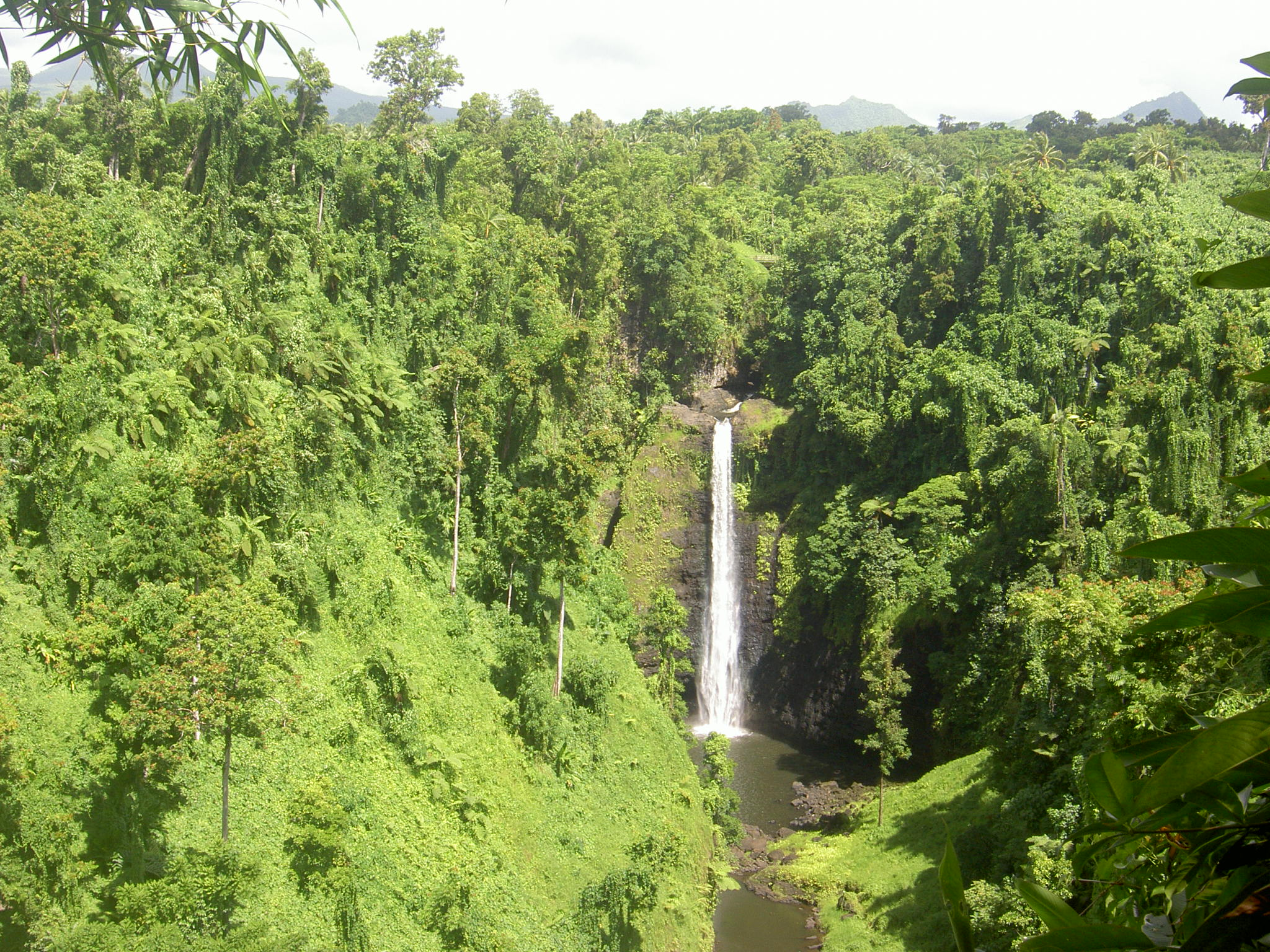
De Sopoaga waterval in het oosten van Upolu
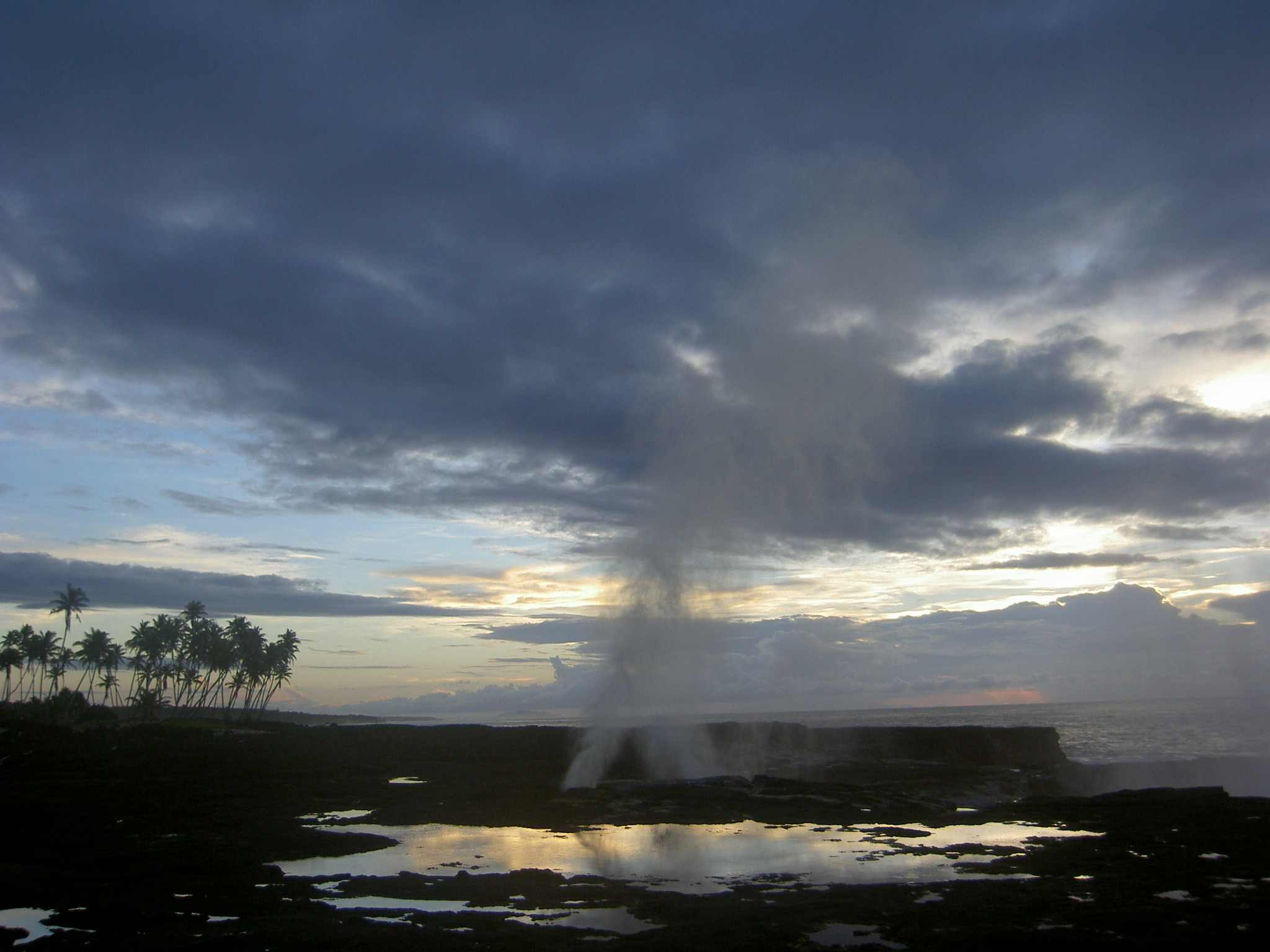
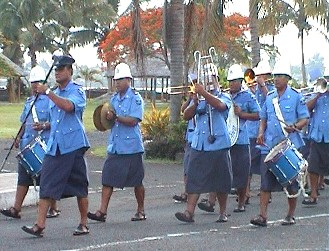
Blaaskapel van de politie in Apia
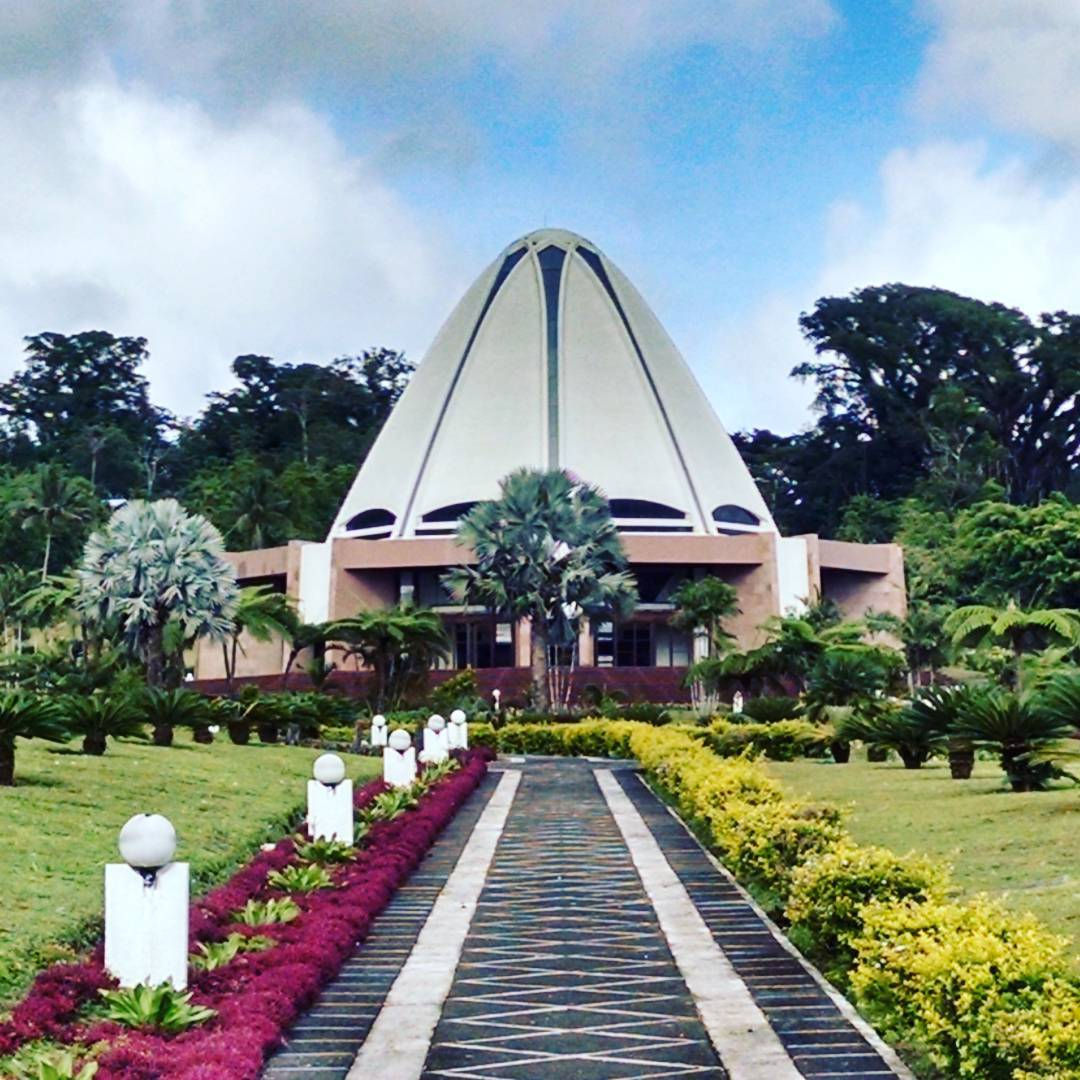
Bahá’í Huis van Aanbidding

## Varia
- Sinds maandag 7 september 2009 wordt er links gereden. Ondanks protesten van burgers en ondernemingen, is deze maatregel toch doorgevoerd door de regering. De regering wilde de invoer van auto's uit Australië en Nieuw-Zeeland vergemakkelijken, waar vele inwoners van de eilandstaat familieleden hebben en waar het verkeer links rijdt.
- Samoa beschikt niet over een defensie-eenheid, Nieuw-Zeeland is verantwoordelijk voor de defensie in het land.